# 大関れいか
大関 れいか（おおぜき れいか、1997年1月16日 - ）は、日本のYouTuber、女優、タレント、歌手、ラジオパーソナリティ、元Viner。所属事務所はTRUSTAR。血液型A型。身長152cm。東京都江戸川区出身。本名は大関澪花。

## 略歴
2013年12月、高校2年生だったころ、動画投稿サイトVineへの投稿を開始。Vineフォロワー日本一になるほどの人気を得た。
2016年10月にVineのサービスが終了してからは、YouTubeでの活動を本格化させた。
東京都立小岩高等学校卒業後、競泳コーチを目指し東京スポーツ・レクリエーション専門学校スポーツトレーナー科に進学したが、翌年に退学。
2015年ごろからタレント・女優としても活動している
2023年、自身のインスタグラム上でGROVEからTRUSTARへ移籍したことを発表した。

## 人物
体を動かすことが好きで、特に水泳はスポーツの専門学校に進学したほどである。
趣味は映画鑑賞・旅行、特技は歌・ダンス・変な声を出す・鳩を飛ばす・四葉のクローバー探しと公表している。

## メディア出演

### テレビ
- NHK高校講座 社会と情報（2016年 - 2018年、Eテレ）

#### 単発
2014年
- ZIP!（NTV）

2015年
- NEWS ZERO大関れいか特集（NTV）
- 今夜くらべてみました（NTV）
- サンデージャポン（TBS）
- Rの法則（NHK）
- ゼロイチ（NTV）

2016年
- 1周回って知らない話（NTV）
- 続きはテレビで…（CBC）
- バイキング（フジテレビ）
- スッキリ!!（NTV）

2017年
- ＃ジューダイ（Eテレ）

2018年
- My Life, My Road 〜サトミの闘い〜（BS日テレ）

### テレビドラマ
- 100文字アイデアをドラマにした！ 第7話（2020年、TX） - 麻友 役
- 警視庁・捜査一課長2020 第2話（2020年4月16日、テレビ朝日） - 鴨川咲良 役[8]
- どんぶり委員長（2020年10月25日 - 2021年1月3日、BSテレ東） - 白石 役
- 婚活探偵 第4話（2022年1月29日、BSテレ東）
- 転職の魔王様 第2話（2023年7月24日、関西テレビ・フジテレビ） - 中田七恵 役

### インターネットテレビ
- TK Music FRESH! byAWA（2017年、AbemaTV） - 人気YouTuberがアプリのベストテン紹介するってよ…
- 72時間ホンネテレビ（2017年、AbemaTV）

### CM
- ユニクロUT（2015年） - ナレーション
- SUBARU「Your story with」（2018年）

### ラジオ
- TS ONE UNITED 〜大関れいかのハタチのココロ〜（2017年、TS ONE） - メインパーソナリティ
- AVALON（2017年、J-WAVE）ゲスト
- 月9女子 あいてぃーわい放送部（2017年、Kiss FM KOBE） - メインパーソナリティ
- CultureZ（2020年10月1日 - 2021年3月26日  水曜・木曜深夜、文化放送） - メインパーソナリティ

### 映画
- 私たちのハァハァ（2015年9月12日公開、SPOTTED PRODUCTIONS、監督：松居大悟） - さっつん 役[9]
- 屍人荘の殺人（2019年12月13日公開、東宝、監督：木村ひさし） - 下松孝子 役[10]
- ちょっと思い出しただけ（2022年2月11日公開、監督：松居大悟） - さつき 役[11]
- 神さま待って!お花が咲くから（2024年2月2日公開、監督：松村克弥） - 畑下園恵 役[12]
- 不死身ラヴァーズ（2024年5月10日公開、監督：松居大悟） [13]
- リライト（2025年6月13日公開、監督：松居大悟） - 増田亜由美 役[14][15]
- 2025年7月5日 午前4時18分（2025年6月27日公開、監督：古川大晃） - 高橋ゆかり 役[16]

### 著書
- すべてにおいて全人類平均型の私だけど最高に幸せ（2021年1月16日、KADOKAWA）